# إيساوريا

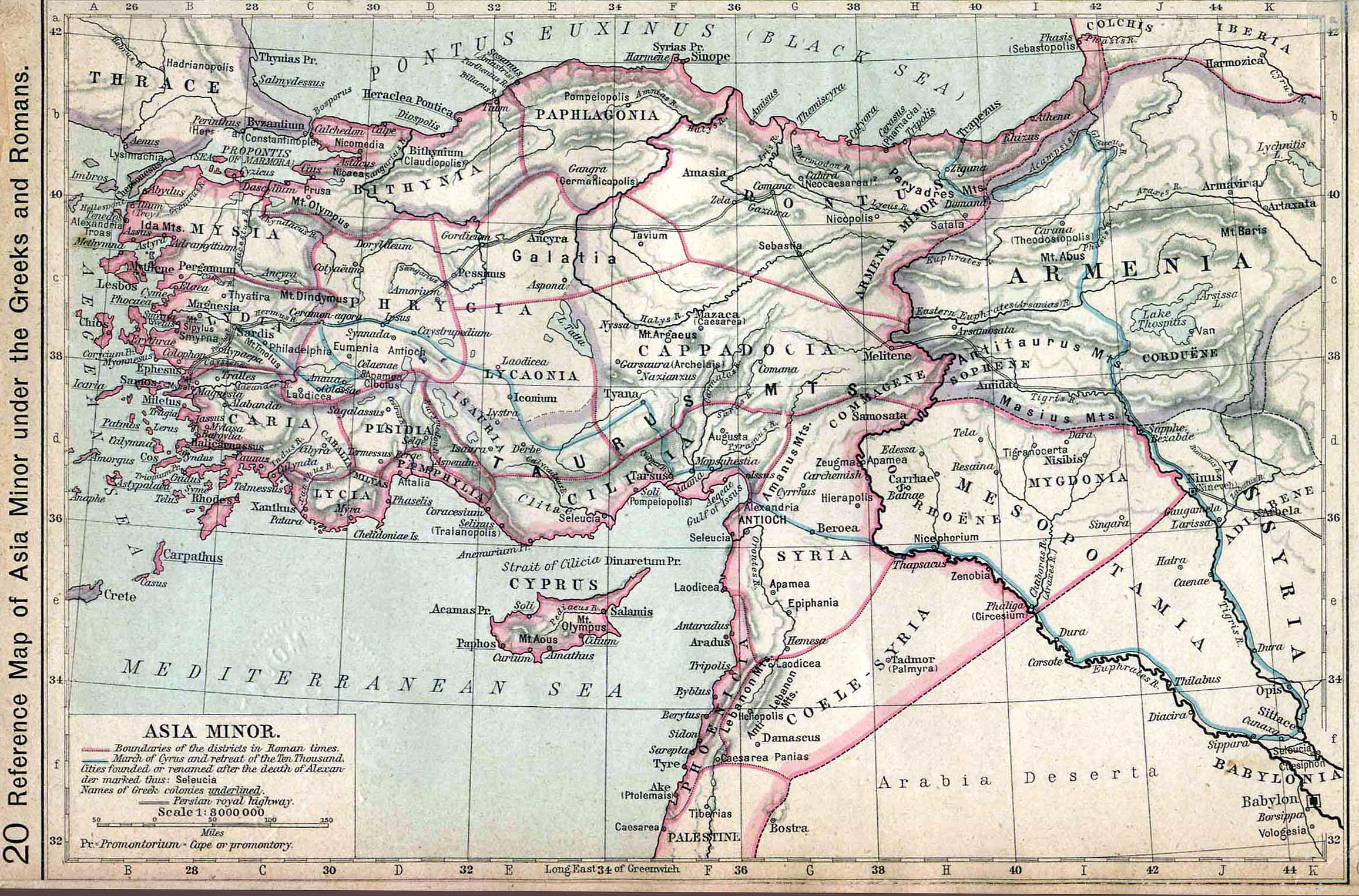

إيساوريا هو إقليم روماني جبلي في دواخل جنوب الأناضول وسكانهم قديما وصفهم الكتاب القدماء بأنهم قوم محاربون وغير أشداء وهمج ثم احتلهم القائد الروماني بوبليوس سيرفيليوس إيساوريكوس في بداية القرن الأول قبل الميلاد وبلادهم مع عاصمتهم إيساوريا بالايا أصبحت ضمن إقليم غلاطية ثم أصبحت لاحقا مسقط راس الإمبراطور زينون البيزنطية الذي كان عهده يعرف بالعهد الإيساوري.

## جغرافيا الإقليم
النواة الرئيسية للإقليم تقع في قسم من جبال طوروس يقع مباشرة جنوب إيكونيوم (قونية) وليسترا. وكل سهول منطقة إيكونيوم كانت ضمن إقليم ليكاونيا؛ لكن إقليم إيساوريا يبدأ عند سفوح التلال. ومدينتاها الأصليتان إيساورا نيا (ايساورا الجديدة) وإيساورا بالايا (إيساورا القديمة)، وتقع إحداهما على سفوح أحد التلال (دورلا) بينما تقع الأخرى على مجمع للأمطار (زجبار كاله). وعندما تقابل الرومان مع الإيساوريين لأول مرة في القرن الأول ق م، اعتبروا كيليكيا تراخيا (قيليقيا الجبلية) جزءا من إيساوريا، والتي امتدت بهذا نحو البحر؛ وهذا الامتداد في الاسم شاع استخدامه لقرنين من الزمان. وقد اعتبر حوض كاليكادنوس بأكمله ضمن إيساوريا، والمدن الواقعة في الوادي من جهته الجنوبية عرفت باسم المدن العشر الإيساورية (ديكابوليس).
خلال نهاية القرن الثالث الميلادي، كانت كل قيليقيا مفصولة عن بعضها لأسباب إدارية من المنحدر الشمالي لجبال طوروس، ونجد إقليما سمي في البداية إيساوريا-ليكاونيا قبل أن يسمى لاحقا إيساوريا فقط، ويمتد شمالا إلى حدود غلاطية، ولكنه لا يمر إلى طوروس في الجنوب. أما بيسيديا والتي ادخل جزء منها في إقليم واحد مع إيساوريا، فقد قسمت أيضا وأنشئ قسم ليدخل به إقليم إيكونيوم. وكنوع من التعويض أخذت إيساوريا الجزء الشرقي من بامفيليا. وبعد تقييدها مجددا في القرن الرابع الميلادي، انتهت إيساوريا كما بدأت بالإقليم البري المحصور بين إيساورا بالايا وقمم تلال كاليكادنوس.

## تاريخ
حوصرت إيساورا بالايا من قبل بيرديكاس الوصي على مقدونيا بعد وفاة الإسكندر؛ ولكي يتجنب أهلها الوقوع في قبضته أشعلوا النار في المدينة وقضوا نحبهم في الحريق. وخلال حرب القيليقيين والقراصنة الآخرين ضد الرومان، لعب الإيساوريون دورا فعالا جدا لدرجة أن القنصل القائم سيرفيليوس اعتبر أنه من الضروري أن يتبعهم إلى معاقلهم، ويجبر كل الشعب على الاستسلام، وهي مأثرة تلقى من خلالها لقب إيساوريكوس (75 ق م).ووضع الإيساوريون لفترة من الزمن بعدها تحت حكم أمينتاس ملك غلاطية؛ ولكن كان من الواضح أنهم استمروا بالمحافظة على عادات النهب لديهم وكذلك استقلالهم الفعلي.
في القرن الثالث الميلادي احتموا بالإمبراطور المتمرد تريبيليانوس. وفي القرن الرابع الميلادي كانوا لا يزالون يوصفون بأنهم السوط المنزل على أقاليم آسيا الصغرى المجاورة وذلك بقلم المؤرخ أميانوس مارسيليانوس؛ ولكن يقال أنهم قد اخضعوا تماما في حكم جستينيان الأول.
كما حدث مع باقي أقاليم طوروس الشرقية، فقد وقعت إيساوريا تحت يد التركمان واليوروك أثناء الغزوات السلجوقية. والعديد منهم اندمجوا مع السكان الأصليين ليشكلوا العنصر السكاني القائم هناك. ولكن حتى بدايات القرن العشرين فقد كن الإقليم أقل حضارة من غيره.
هذا الشعب الذي كان مجهولا بعض الشيء كان له الشرف بإنجاب اثنين من الأباطرة البيزنطيين، هم زينون والذي كان اسمه الأصلي تراسكاليسيوس روسومبلاديوتس، وليو الثالث الذي ارتقى عرش القسطنطينية في عام 718 وحكم حتى العام 741 أسس الأسرة الإيساورية التي استمرت لثلاثة أجيال. وأطلال إيساورا بالايا مميزة بشكل كبير موقعها وتحصيناتها وقبورها. وأطلال إيساورا نيا اختفت، ولكن العديد من النقوش والألواح الصخرية المنحوتة موجودة على بيوت دورلا تؤكد أنها موجودة في ذلك الموقع. والمدينة الأخيرة وليست الأولى هي التي أخضعها سيرفيليوس بأن قطع عنها إمدادات المياه. وتم التعرف على الموقع من قبل الباحث وليام ميتشل رامسي عام 1901. وقد قام جون روبرت ستيريت باستكشاف مرتفعات إيساوريا عام 1885 ولكن لم يكن بحثه شاملا.